# Équipe cycliste Cycle Collstrop

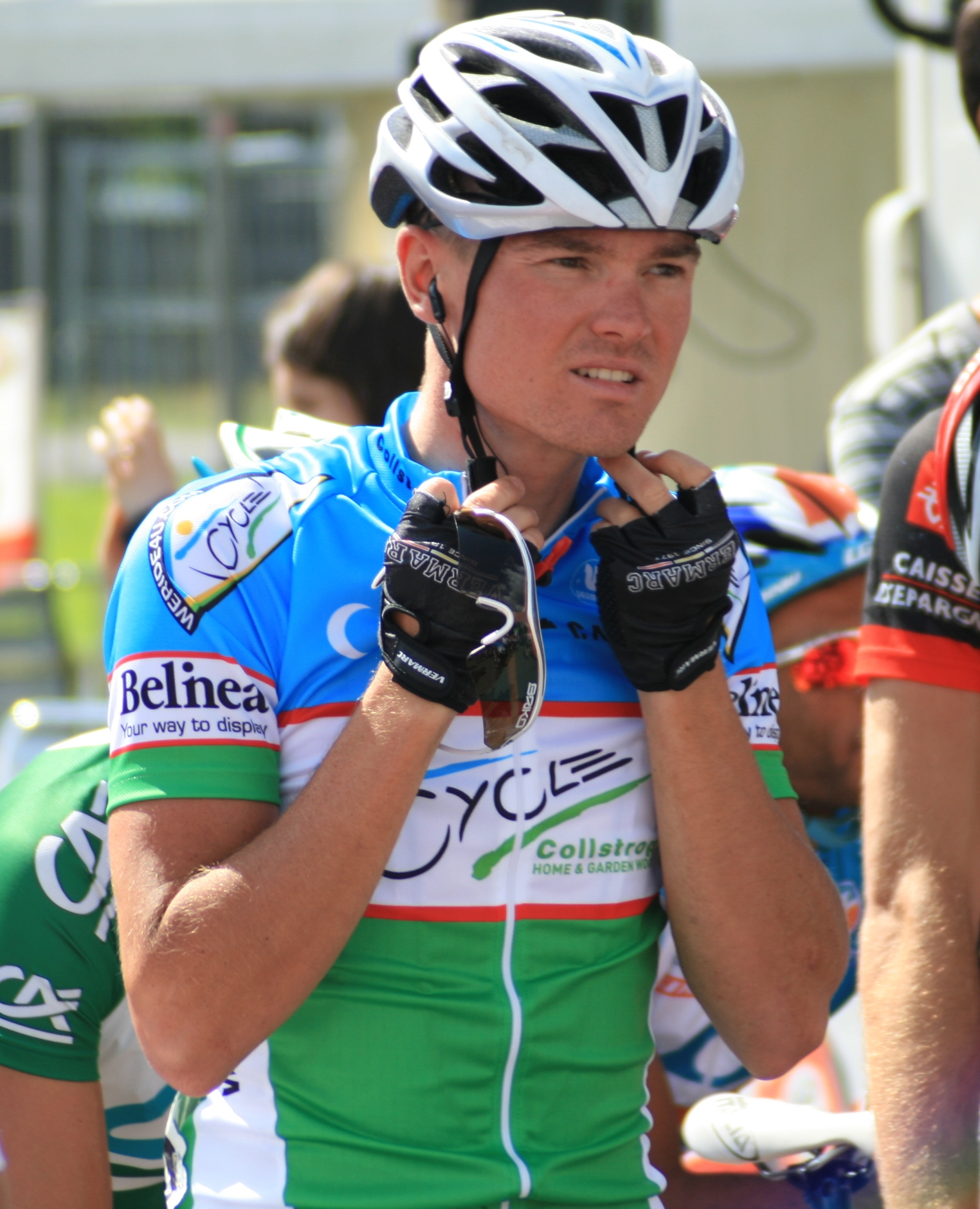
Serguei Lagutin avec le maillot de l'équipe Cycle Collstrop.

Pour les articles homonymes, voir Collstrop.
L'équipe cycliste Cycle Collstrop est une équipe de cyclisme professionnel sur route. Active de 2004 à 2008, elle court successivement sous nationalité belge, suédoise, puis néerlandaise. L'équipe obtient une licence ProTour pour la saison 2007.
Pour sa dernière saison en 2008, elle fait partie des équipes continentales professionnelles.

## Histoire de l'équipe
L'équipe est fondée en 2004 sur les bases de la formation Palmans Cras. Le sponsor principal Mr Bookmaker change de nom en 2006 et devient Unibet.com. Une partie de l'équipe retourne chez Palmans Cras qui est renommée Palmans-Collstrop.
L'équipe Unibet.com intègre le circuit ProTour en 2007.
En février 2007, pendant le Grand Prix d'ouverture La Marseillaise en France, l'équipe est interdite de porter le logotype de son sponsor Unibet.com car ce site de paris sur internet est interdit dans ce pays. À partir de la deuxième étape, les coureurs revêtent un maillot portant un gros point d'interrogation.
À partir du 22 mars, elle se nomme Canyon.com en France et en Belgique. En dépit cette nouvelle appellation, l'équipe reste boycottée par de nombreuses organisations de courses cyclistes notamment celle des grands tours. En conséquence la formation disparait des pelotons à la fin de la saison 2007.
La marque de cycle Collstrop annonce prendre la relève de Unibet et de Canyon comme sponsor pour la saison 2008 mais annonce l'arrêt de l'équipe pour 2009. L'équipe Cycle Collstrop fusionne en effet avec l'équipe P3 Transfer-Batavus à la fin de l'année pour devenir Vacansoleil en 2009.

## Principales victoires

### Classiques
- Championnat des Flandres : Baden Cooke (2007)

### Courses par étapes
- 1 étape du Tour de Suisse : Rigoberto Urán (2007)
- Trois Jours de Flandre-Occidentale : Jimmy Casper (2007)

### Championnats nationaux
- Championnats d'Ouzbékistan sur route : 1
  - Course en ligne  : 2008 (Serguei Lagutin)
- Championnats de Slovénie sur route : 1
  - Course en ligne  : 2008 (Borut Bozic)
- Championnats de Suède sur route : 1
  - Contre-la-montre: 2007 (Gustav Larsson)
- Championnats du Venezuela sur route : 1
  - Contre-la-montre: 2007 (José Rujano)

## Classements UCI
En 1999 le classement UCI par équipes est divisé entre GSI, GSII et GSIII. L'équipe est classée en GSI en 2004. Les classements détaillés ci-dessous sont ceux de l'équipe en fin de saison. Les coureurs demeurent en revanche dans un classement unique.
| Saison | Classement par équipes | Meilleur coureur au classement individuel |
| ------ | ---------------------- | ----------------------------------------- |
| 2004   | 26e                    | Roger Hammond (63e)                       |

À partir de 2005, l'équipe participe aux circuits continentaux et principalement à des épreuves de l'UCI Europe Tour. Le tableau ci-dessous présente les classements de l'équipe sur les différents circuits, ainsi que son meilleur coureur au classement individuel.
UCI Asia Tour
| Saison | Classement par équipes | Meilleur coureur au classement individuel |
| ------ | ---------------------- | ----------------------------------------- |
| 2005   | 26e                    | Stefan van Dijk (85e)                     |
| 2008   | 15e                    | Serguei Lagutin (10e)                     |

UCI Europe Tour
| Saison | Classement par équipes | Meilleur coureur au classement individuel |
| ------ | ---------------------- | ----------------------------------------- |
| 2005   | 8e                     | Stefan van Dijk (2e)                      |
| 2006   | 2e                     | Baden Cooke (6e)                          |

UCI Oceania Tour
| Saison | Classement par équipes | Meilleur coureur au classement individuel |
| ------ | ---------------------- | ----------------------------------------- |
| 2005   | 15e                    | Ben Day (28e)                             |
| 2006   | 10e                    | Jonas Ljungblad (17e)                     |

En 2007, Unibet devient une équipe ProTour.
| Saison | Classement par équipes | Meilleur coureur au classement individuel |
| ------ | ---------------------- | ----------------------------------------- |
| 2007   | 20e                    | Gustav Larsson (57e)                      |

En 2008, Cycle Collstrop perd sa licence d'UCI ProTeam et redevient une équipe continentale professionnelle.

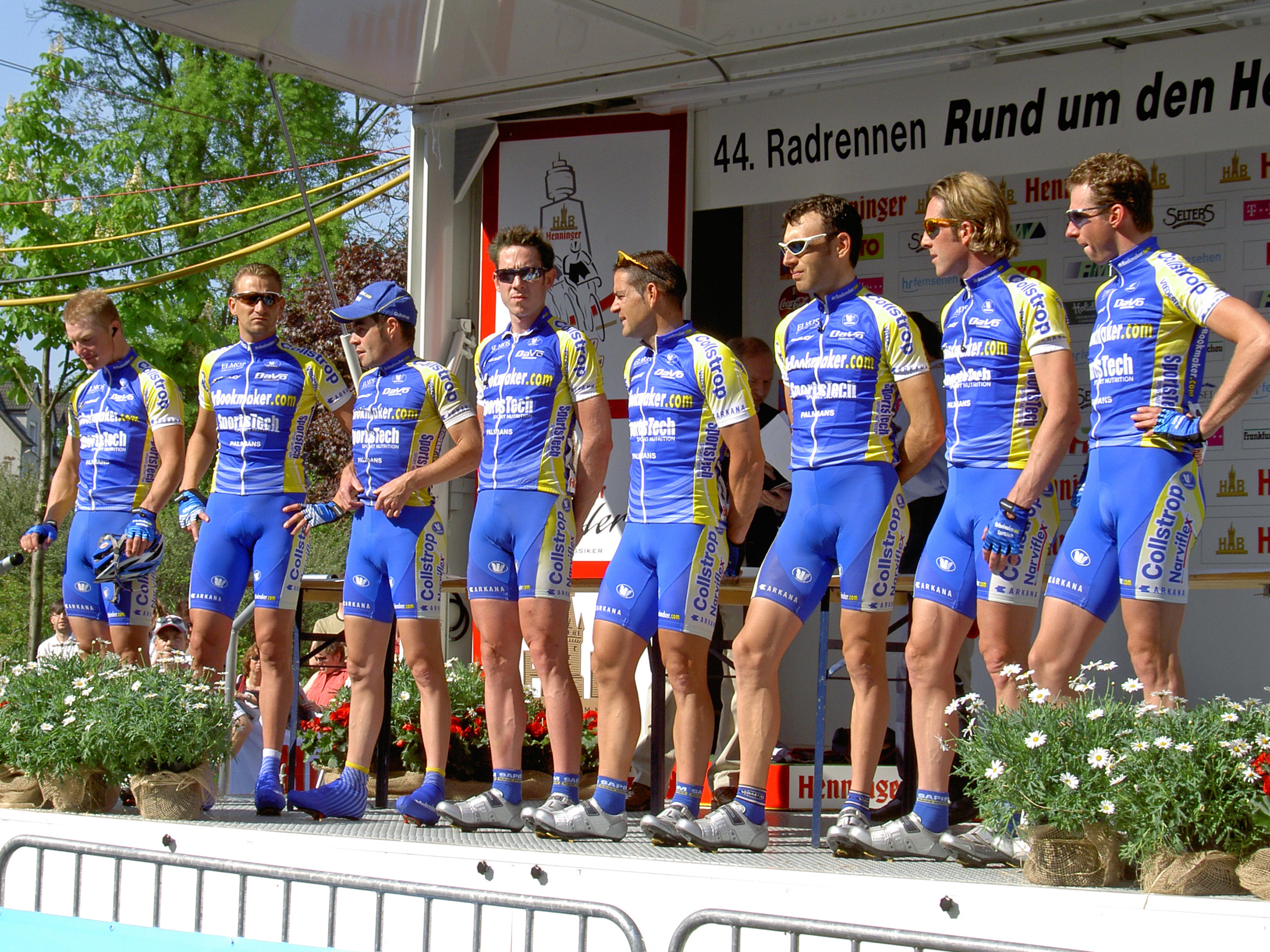
Coureurs de l'équipe Mr. Bookmaker en 2005

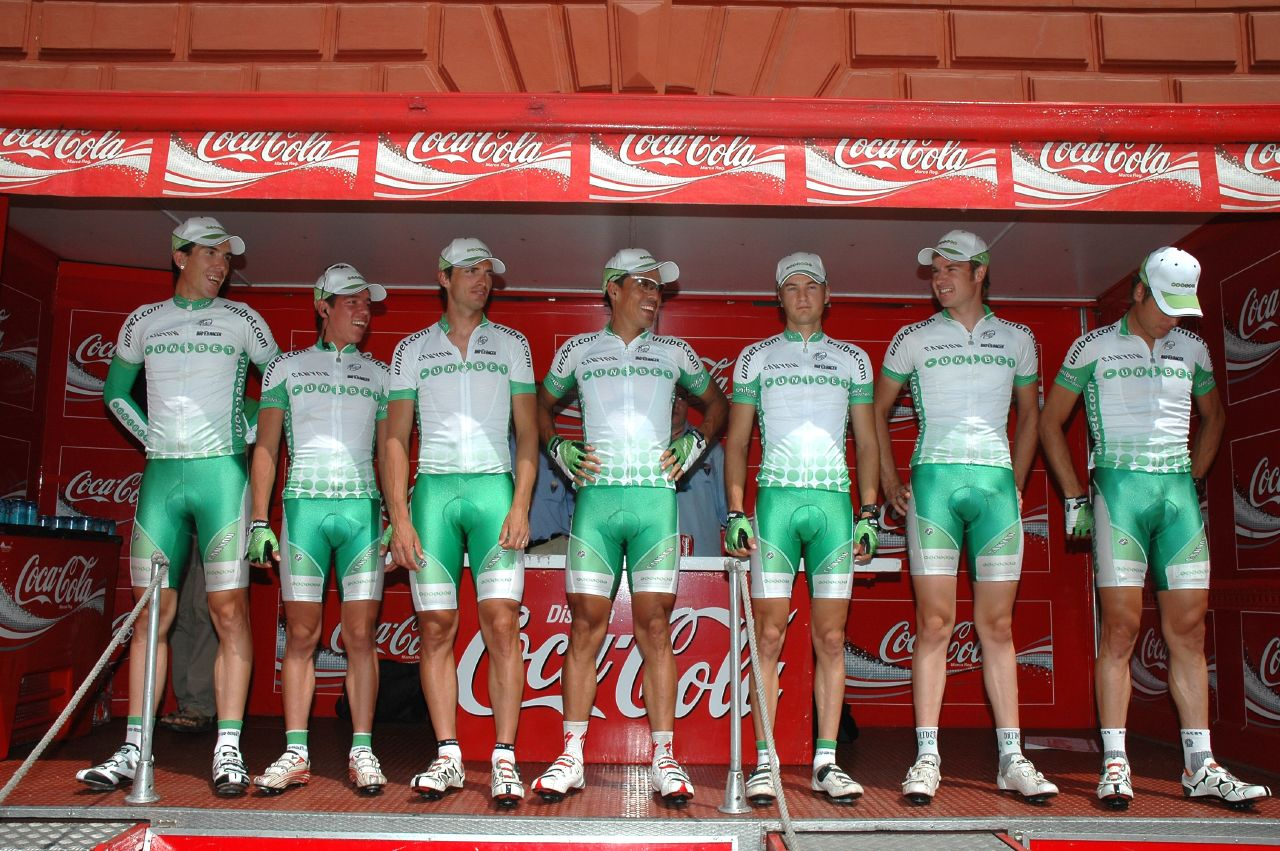
L'équipe Unibet.com en 2007.

UCI Europe Tour
| Saison | Classement par équipes | Meilleur coureur au classement individuel |
| ------ | ---------------------- | ----------------------------------------- |
| 2008   | 32e                    | Borut Bozic (30e)                         |

## L'équipe Cycle Collstrop en 2008

### Effectif
| Cycliste               | Date de naissance | Nationalité    | Équipe 2007            |
| ---------------------- | ----------------- | -------------- | ---------------------- |
| Borut Božič            | 08.08.1980        | Slovénie       | LPR                    |
| Tom Criel              | 06.06.1983        | Belgique       |                        |
| Bastiaan Giling        | 04.11.1982        | Pays-Bas       | Wiesenhof              |
| Michał Gołaś           | 29.07.1984        | Pologne        |                        |
| Sergey Kolesnikov      | 10.03.1986        | Russie         |                        |
| David Kopp             | 05.01.1979        | Allemagne      | Gerolsteiner           |
| Sergueï Lagoutine      | 14.01.1981        | Ouzbékistan    | Navigators Insurance   |
| Marco Marcato          | 11.02.1984        | Italie         | LPR                    |
| Lucas Persson          | 16.03.1984        | Suède          | Unibet.com Continental |
| Matthé Pronk           | 01-07-1974        | Pays-Bas       | Unibet.com             |
| Sergey Rudaskov        | 06.08.1984        | Russie         | Néoprofessionnel       |
| Mirko Selvaggi         | 11.02.1985        | Italie         | Néoprofessionnel       |
| Raynold Smith          | 20.11.1985        | Afrique du Sud | Ex-professionnel       |
| Gil Suray              | 29.08.1984        | Belgique       |                        |
| Kenny Van Der Schueren | 20.07.1982        | Belgique       | Unibet.com Continental |
| Troels Vinther         | 24.02.1987        | Danemark       |                        |
| Steffen Wesemann       | 11.03.1971        | Suisse         | Wiesenhof              |

### Victoires
| Date       | Course                                    | Pays         | Classe | Vainqueur         |
| ---------- | ----------------------------------------- | ------------ | ------ | ----------------- |
| 10/02/2008 | 5e étape de l'Étoile de Bessèges          | France       | 2.1    | Borut Božič       |
| 20/02/2008 | 4e étape du Tour d'Andalousie             | Espagne      | 2.1    | Borut Božič       |
| 15/06/2008 | 2e étape du Delta Tour Zeeland            | Pays-Bas     | 2.1    | Borut Božič       |
| 18/06/2008 | Championnat d'Ouzbékistan sur route       | Ouzbékistan  | CN     | Sergueï Lagoutine |
| 28/06/2008 | 4e étape du Tour de Corée-Japon           | Corée du Sud | 2.2    | Sergueï Lagoutine |
| 29/06/2008 | Championnat de Slovénie sur route         | Slovénie     | CN     | Borut Božič       |
| 04/07/2008 | Classement général du Tour de Corée-Japon | Corée du Sud | 2.2    | Sergueï Lagoutine |

## Saisons précédentes
- 2005
- 2006
- 2007